# خوسيه بويتو
خوسيه بويتو بلدية في ولاية سانتا كاتارينا في المنطقة الجنوبية من البرازيل.